# Anas Haj Mohamed
Anas Haj Mohamed (Chieti, 26 marzo 2005) è un calciatore tunisino con cittadinanza italiana, attaccante del Parma e della nazionale tunisina.

## Biografia
Haj è nato a Chieti, in Italia, da padre tunisino e madre marocchina.

## Caratteristiche tecniche
È un esterno sinistro, che può giocare anche da seconda punta. Estroso e dotato di ottime doti tecniche, è abile anche nel dribbling e nella gestione della palla, oltre ad avere una buona personalità.
Per le sue caratteristiche, è stato paragonato a Dennis Man.

## Carriera

### Club
Haj è cresciuto nel settore giovanile del Chievo, giocando per le varie formazioni fino all'U17; nell'agosto del 2021, in seguito al fallimento del club veronese, è stato ingaggiato a titolo gratuito dal Parma. Qui ha fatto inizialmente parte della squadra Under-18, per poi essere promosso alla Primavera nell'annata seguente.
A partire dalla stagione 2023-2024, Haj è stato aggregato occasionalmente alla prima squadra, agli ordini dell'allenatore Pecchia.
Il 21 settembre 2024 ha debuttato con la prima squadra in Serie A nella partita terminata 2-2 contro il Lecce, nella quale ha servito anche l'assist per il pareggio di Hainaut.
Il 1º dicembre 2024 ha siglato il suo primo gol in Serie A nella partita casalinga vinta 3-1 contro la Lazio.

### Nazionale
Fra il 2022 e il 2023 Haj ha partecipato a dei raduni sia con la nazionale italiana Under-17, sia con l'Under-20 del Marocco.
Nel settembre del 2023, è stato convocato sia dalla nazionale italiana under-19, sia dalla nazionale maggiore tunisina, optando infine per le Aquile di Cartagine, guidate da Jalel Kadri. Il 7 settembre seguente, ha fatto il suo esordio assoluto con la Tunisia, sostituendo Sayfallah Ltaief all'83º minuto dell'incontro vinto per 3-0 con il Botswana, valido per le qualificazioni alla Coppa d'Africa 2023.
Nel dicembre 2023, viene incluso nella lista dei 55 pre-convocati della Tunisia per la Coppa d'Africa 2023; tuttavia, non viene incluso nella lista definitiva.

## Statistiche

### Presenze e reti nei club
Statistiche aggiornate al 25 maggio 2025.
| Stagione        | Squadra         | Campionato      | Campionato | Campionato | Coppe nazionali | Coppe nazionali | Coppe nazionali | Coppe continentali | Coppe continentali | Coppe continentali | Altre coppe | Altre coppe | Altre coppe | Totale | Totale |
| Stagione        | Squadra         | Comp            | Pres       | Reti       | Comp            | Pres            | Reti            | Comp               | Pres               | Reti               | Comp        | Pres        | Reti        | Pres   | Reti   |
| --------------- | --------------- | --------------- | ---------- | ---------- | --------------- | --------------- | --------------- | ------------------ | ------------------ | ------------------ | ----------- | ----------- | ----------- | ------ | ------ |
| 2024-2025       | Parma           | A               | 15         | 1          | CI              | 0               | 0               | -                  | -                  | -                  | -           | -           | -           | 15     | 1      |
| Totale carriera | Totale carriera | Totale carriera | 15         | 1          |                 | 0               | 0               |                    | -                  | -                  |             | -           | -           | 15     | 1      |

### Cronologia presenze e reti in nazionale
| Cronologia completa delle presenze e delle reti in nazionale ― Tunisia | Cronologia completa delle presenze e delle reti in nazionale ― Tunisia | Cronologia completa delle presenze e delle reti in nazionale ― Tunisia | Cronologia completa delle presenze e delle reti in nazionale ― Tunisia | Cronologia completa delle presenze e delle reti in nazionale ― Tunisia | Cronologia completa delle presenze e delle reti in nazionale ― Tunisia | Cronologia completa delle presenze e delle reti in nazionale ― Tunisia | Cronologia completa delle presenze e delle reti in nazionale ― Tunisia |
| Data                                                                   | Città                                                                  | In casa                                                                | Risultato                                                              | Ospiti                                                                 | Competizione                                                           | Reti                                                                   | Note                                                                   |
| ---------------------------------------------------------------------- | ---------------------------------------------------------------------- | ---------------------------------------------------------------------- | ---------------------------------------------------------------------- | ---------------------------------------------------------------------- | ---------------------------------------------------------------------- | ---------------------------------------------------------------------- | ---------------------------------------------------------------------- |
| 7-9-2023                                                               | Radès                                                                  | Tunisia                                                                | 3 – 0                                                                  | Botswana                                                               | Qual. Coppa d'Africa 2023                                              | -                                                                      | 83’                                                                    |
| 17-11-2023                                                             | Radès                                                                  | Tunisia                                                                | 4 – 0                                                                  | São Tomé e Príncipe                                                    | Qual. Mondiali 2026                                                    | -                                                                      | 82’                                                                    |
| 14-11-2024                                                             | Pretoria                                                               | Madagascar                                                             | 2 – 3                                                                  | Tunisia                                                                | Qual. Coppa d'Africa 2025                                              | -                                                                      | 46’                                                                    |
| 18-11-2024                                                             | Radès                                                                  | Tunisia                                                                | 0 – 1                                                                  | Gambia                                                                 | Qual. Coppa d'Africa 2025                                              | -                                                                      | 85’                                                                    |
| Totale                                                                 |                                                                        | Presenze                                                               | 4                                                                      |                                                                        | Reti                                                                   | 0                                                                      |                                                                        |

## Palmarès

### Club
- Campionato italiano di Serie B: 1

Parma: 2023-2024